# Parque nacional Kalkalpen
El Parque nacional Kalkalpen (en alemán: Nationalpark Kalkalpen, que quiere decir "Parque nacional de los Alpes Calcáreos") es un espacio protegido de nivel nacional en los Alpes del Norte de piedra caliza en el país europeo de Austria. Contiene la región forestal más grande de Europa Central, así como el karst más grande de Austria. Se abrió al público el 25 de julio de 1997, y tiene una superficie de 20.825 hectáreas (51.460 acres).
La sede de la Sociedad Parque nacional se encuentra en Molln, pero también están los centros de visitantes de Reichraming y Windischgarsten, con materiales de información y exposiciones, eventos, etc.